# Ołdrzychowice Kłodzkie

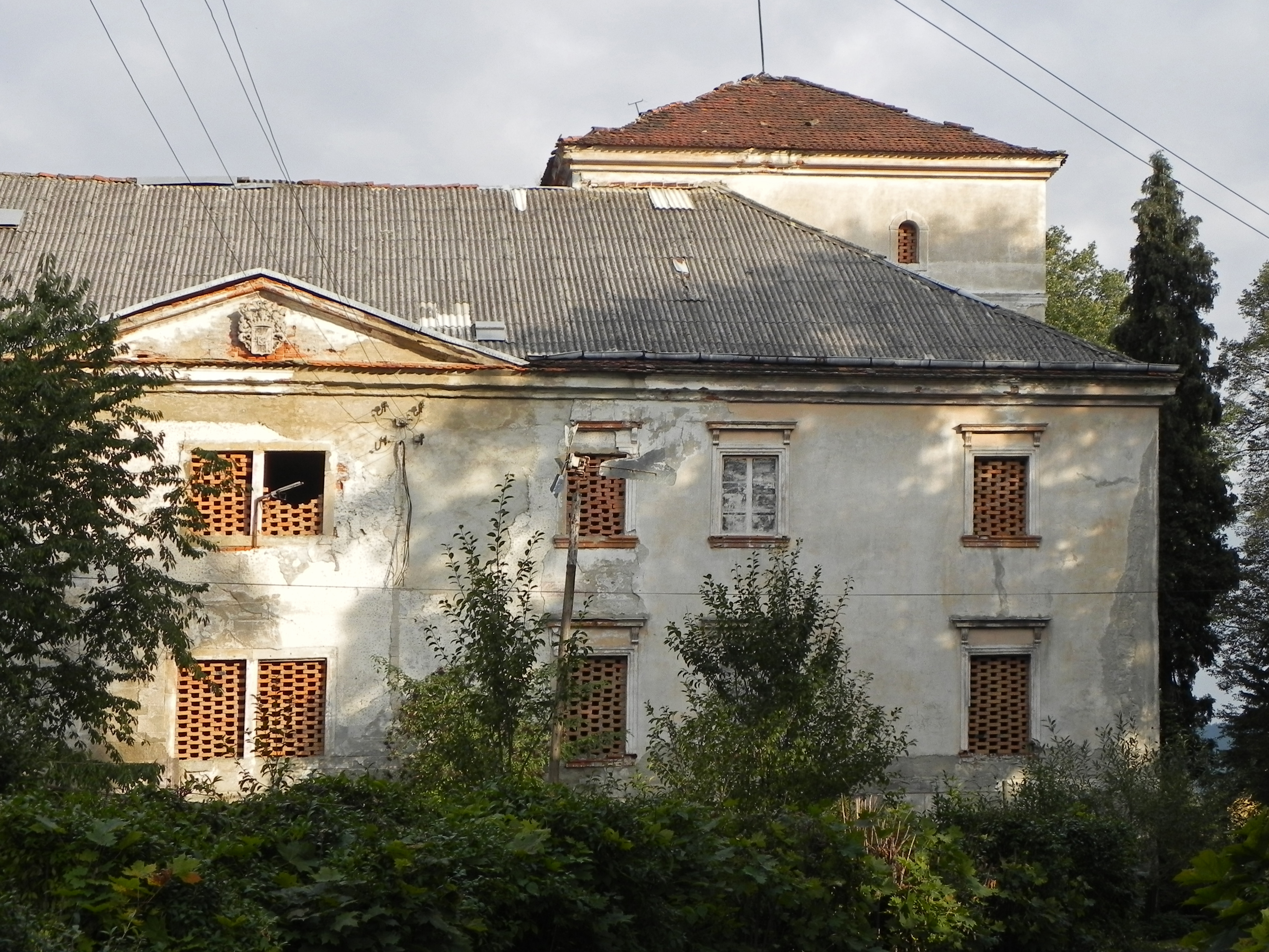
Schloss in Ołdrzychowice Kłodzkie

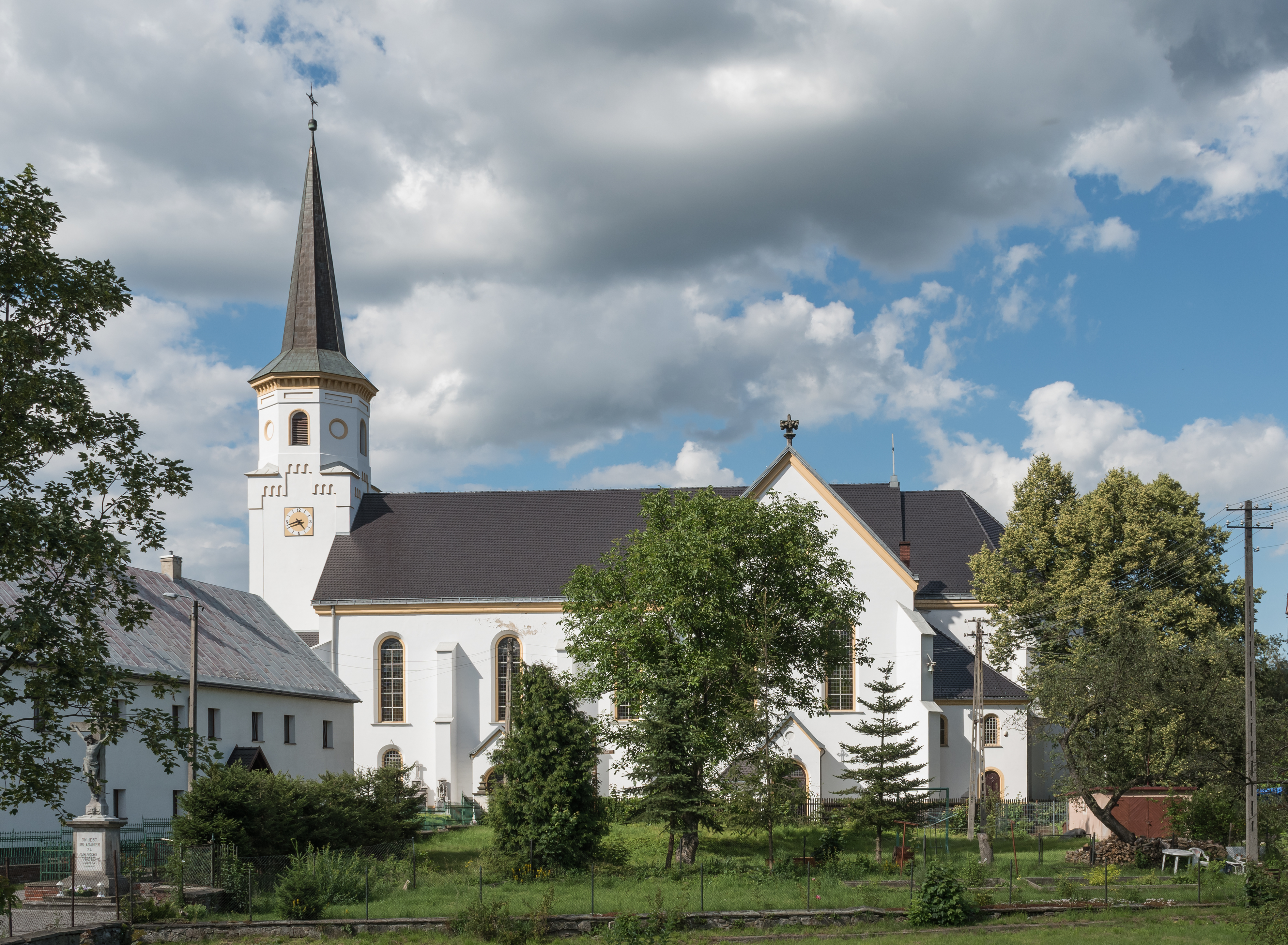
Pfarrkirche

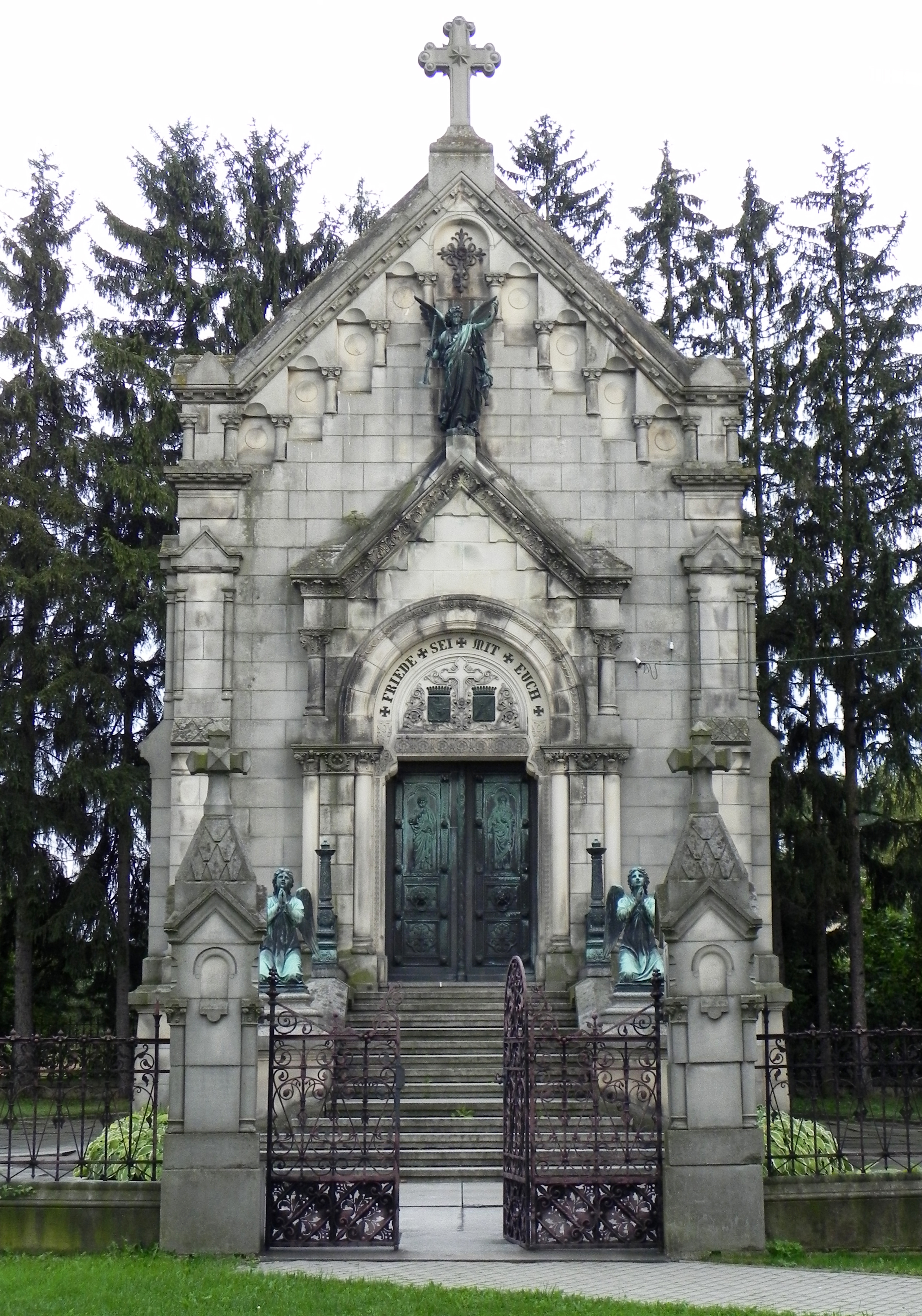
Mausoleum der Familie von Magnis

Ołdrzychowice Kłodzkie (deutsch: Ullersdorf an der Biele) ist ein Ort in der Landgemeinde Kłodzko im Powiat Kłodzki der Woiwodschaft Niederschlesien in Polen. Es liegt neun Kilometer südöstlich von Kłodzko.

## Geographie
Ołdrzychowice Kłodzkie liegt im Tal der Biele auf halber Strecke zwischen Kłodzko und Lądek-Zdrój (Bad Landeck). Nachbarorte sind Rogówek (Werdeck) im Nordosten, Skrzynka (Heinzendorf) im Osten, Trzebieszowice (Kunzendorf an der Biele) im Südosten, Romanowo (Raumnitz) im Süden sowie Żelazno (Eisersdorf) und Marcinów (Märzdorf) im Nordwesten. Südöstlich erheben sich die Kühberge (Krowiarki).

## Geschichte
„Ulrichsdorf“ wurde 1346 erstmals urkundlich erwähnt. Es war Stammsitz der adeligen Familie von Ullersdorf, die um 1754 mit Georg von Ullersdorf erlosch. Er war Kanoniker an der Heilig-Geist-Kathedrale des 1664 gegründeten Bistums Königgrätz in Königgrätz.
Ullersdorf gehörte zum Glatzer Land, mit dem es die Geschichte seiner politischen und kirchlichen Zugehörigkeit von Anfang an teilte. Es bestand zunächst aus mehreren Anteilen, die zumeist verschiedenen Besitzern gehörten. Die der hl. Katharina geweihte Pfarrkirche ist für 1384 nachgewiesen. Zu ihr waren auch die Dörfer Herrnsdorf, Raumnitz und Petersdorf gepfarrt. Während der Reformation diente sie bis 1623 als protestantisches Gotteshaus. Im Dreißigjährigen Krieg wurde Ullersdorf von den Schweden niedergebrannt.
Nach dem Ersten Schlesischen Krieg 1742 und endgültig mit dem Hubertusburger Frieden 1763 fiel Ullersdorf zusammen mit der Grafschaft Glatz an Preußen. 1785 wurde ein neues Urbar angelegt. Im Juni 1783 verursachte ein Hochwasser große Schäden und Verwüstungen an Häusern und Fluren. Vier Menschen und eine Menge Vieh fanden den Tod. Ende des 18. Jahrhunderts bestand Ullersdorf aus den Anteilen Mittelhof (Schlosshof), „Niederhof“ (Niederullersdorf) und „Oberhof“ (Oberullersdorf). Für 1798 sind nachgewiesen: eine Pfarrkirche, ein Pfarrhaus, ein Schulgebäude, ein Schloss, vier herrschaftliche Vorwerke, zwei Wassermühlen, zwei Freibauern, 34 Dienstbauern sowie 100 Gärtner und Häusler. Zusammen mit Raumnitz und Petersdorf bildete es eine eigene Gemeinde.
1825 gründete der Industrielle Hermann Dietrich Lindheim in Ullersdorf die erste mechanische Flachsgarnspinnerei Europas. Nachfolgend errichtete er eine mechanische Werkstatt sowie eine Eisengießerei und erbaute in den 1840er Jahren eine Leinen- und Hanfspinnerei. Zudem errichtete er für die Werksangehörigen Wohnungen und Häuser. Durch die Schaffung von über 900 Arbeitsplätzen erfolgte ein wirtschaftlicher Aufschwung.
Zum 28. Februar 1874 wurde der Amtsbezirk Ullersdorf gebildet, dem die Landgemeinden Ullersdorf und Werdeck sowie die Gutsbezirke Niederullersdorf (Niederhof) und Oberullersdorf (Oberhof) angehörten. 1897 erhielt Ullersdorf Eisenbahnanschluss an der Bieletalbahn.
Als Folge des Zweiten Weltkriegs fiel Ullersdorf wie fast ganz Schlesien an Polen und wurde in Ołdrzychowice Kłodzkie umbenannt. Die deutsche Bevölkerung wurde, soweit sie nicht schon vorher geflohen war, 1946 vertrieben. Die neu angesiedelten Bewohner waren teilweise Zwangsumgesiedelte aus Ostpolen, das an die Sowjetunion gefallen war. 1975–1998 gehörte es zur Woiwodschaft Wałbrzych (Waldenburg).

### Mittelhof oder Schlosshof
Der Mittelhof war ein Rittersitz, der in älteren Urkunden als Mittelullersdorf bezeichnet wurde. Er verfügte über die Ober- und Untergerichte, das Jagd- und Braurecht sowie über das Patronatsrecht über die Pfarrkirche. Erster bekannter Besitzer war 1474 Paul von Ullersdorf, bei dessen Nachkommen der Mittelhof bis 1625 verblieb. Wegen eines Streits während eines Taufessens wurde Georg von Ullersdorf d. Ä. 1609 bei seinem in Melling wohnenden Schwiegersohn Wenzel von Haugwitz von dessen Bruder Bernard von Haugwitz tödlich verwundet. Dessen gleichnamiger Sohn Georg d. J. von Ullersdorf wurde 1625 wegen seiner Teilnahme am böhmischen Ständeaufstand von 1618 nach der Schlacht am Weißen Berg vom böhmischen Landesherrn Ferdinand II. enteignet. Dadurch gelangte das Gut und an die Böhmische Kammer. 1631 wurde er ins Erbe gesetzt. Bereits 1630 wurde der Mittelhof von der Böhmischen Kammer dem Hans Caspar von Buchemberg verkauft, von dem er 1633 an dessen Bruder Georg von Buchemberg fiel. 1642 besaß das Gut Carl Christoph von Ullersdorf, der es 1656 der Maria Magdalena Werder, verwitwete Zeisberg von Zeisengrund, geborene von Breuner verkaufte. Drei Jahre später war der Mittelhof im Besitz des Johann Pristatory von Thin, dem auch der Oberhof gehörte. 1663 erwarb den Mittelhof der Kaiserliche Rat und 1648–1684 Oberregent der Grafschaft Glatz, Wolf Heinrich von Schenckendorf, der den Mittelhof 1691 seinem Sohn Georg von Schenckendorf vererbte. Dieser ersteigerte zudem 1699 den verschuldeten Niederhof. 1710 war er Mannrechtsbeisitzer und Amtsverwalter in Glatz. Dessen Sohn Johann Heinrich von Schenkendorf erbte alle hinterlassenen Güter und ersteigerte 1734 auch das Freirichtergut in Eisersdorf. Als Patron der Ullersdorfer Kirche stiftete er 1735 ein Altargemälde der hl. Katharina, das von Johann Franz Hoffmann gemalt wurde. Da Johann Heinrich von Schenkendorf im Zweiten Schlesischen Krieg 1744 auf Seiten der Kaiserlichen stand, konfiszierte der preußische König Friedrich II. dessen Güter und schenkte sie dem Generalleutnant von Lehwald und dem Glatzer Kommandanten Heinrich August de la Motte Fouqué sowie dem Obristen von Puttkamer. Nachdem Johann Heinrich von Schenkendorf 1746 in Czaslau in Böhmen verstarb, lösten dessen verwitwete Schwestern Anna Theresia Freiin von Hemm und Maria Constantia Freiin von Vogten durch Zahlung von 30.000 Reichstalern die Besitzungen ein und besaßen sie bis 1749 gemeinschaftlich. Aufgrund einer Teilungsvereinbarung übernahm die erstere den Mittelhof und deren Schwester das Freirichtergut in Eisersdorf. Nach dem Tod der Freiin von Hemm übernahm deren Gut ihr Sohn Johann Carl von Hemm, Erbherr auf Niedersteine, Schwenz und Dürrkunzendorf. Nachdem dieser 1792 unverheiratet gestorben war, erbte die Güter Ullersdorf und Niedersteine sein Vetter Gisbert Freiherr von Hemm auf Volpersdorf. 1793 verkaufte er den Mittelhof mit dem herrschaftlichen Renaissance-Schloss dem Reichsgrafen Anton Alexander von Magnis auf Eckersdorf. Das Schloss und die zugehörigen Besitzungen blieben im Besitz der Familie von Magnis bis zur Enteignung 1945.

### Niederhof
Der Niederhof war ein herrschaftliches Vorwerk, das auch als Niederullersdorf bezeichnet wurde. Dieser Rittersitz war zunächst ebenfalls ein Lehen, das 1643 von Kaiser Ferdinand III. in ein Erbgut verwandelt wurde. 1540 gehörte er dem Franz von Ullersdorf, der ihn 1574 seinem Sohn Christoph vererbte. Ihm folgte Wolf Dittrich von Ullersdorf, der 1625 die Hälfte seines Gutes wegen seiner Beteiligung am böhmischen Ständeaufstand von 1618 verlor. 1645 war der Niederhof im Besitz des Glatzer Steuereinnehmers Johann Carl von Klinkovsky, von dem er 1671 auf seinen gleichnamigen Sohn überging, der von seiner Stiefmutter auch das Gut Birgwitz geerbt hatte. Nach dessen Tod wurden seine verschuldeten Güter verkauft. Birgwitz erwarb Johann Isaias von Hartig, Erbherr auf Koritau; den Niederhof kaufte 1699 Johann Georg von Schenkendorf, dem bereits der Mittelhof gehörte, mit dem er den Niederhof verband.

### Oberhof
Der Oberhof wird in alten Urkunden als Oberullersdorf oder nach seinem Besitzer als Krummenhof bezeichnet. Es war ein Rittersitz und zunächst ebenfalls ein Lehen, das Kaiser Ferdinand II. in ein Erbgut verwandelte. Um 1543 gehörte der Oberhof dem Ernst von Ullersdorf, dem auch der Mittelhof gehörte. Nach seinem Tod fiel er 1548 an seinen Bruder Franz von Ullersdorf, dem schon der Niederhof gehörte. Nach dessen Tod erbte den Oberhof sein Sohn Hans, von dem es 1612 an seinen Sohn Franz fiel. Wegen seiner Beteiligung am böhmischen Ständeaufstand 1618 verlor er 1625 sein Gut. Anstatt einer Forderung gegenüber dem Erzherzog Karl von Österreich erhielt den Oberhof 1627 der kaiserliche Kammerdiener Thomas Saul. 1652 erbte den Oberhof dessen Sohn Thomas Ferdinand Saul, der ihn 1653 dem pensionierten Obristwachtmeister Johann Pristatory von Thin verkaufte, der auch den Mittelhof besaß. 1661 gelangte der Oberhof an Johann Friedrich Krumkrieger von Ziersberg. Dessen Tochter verkaufte das Gut 1692 ihrer Schwester Susana Catharina, die mit Johann Georg von Solikovsky verheiratet war. 1722 erwarb den Oberhof der Feldmarschall Georg Olivier von Wallis, der ihn mit seiner Herrschaft Kunzendorf verband. Dessen Sohn Stephan Olivier von Wallis verkaufte den Oberhof zusammen mit den anderen ererbten Besitzungen dem Oberlandbau-Direktor der Provinz Schlesien, Ludwig Friedrich Wilhelm von Schlabrendorf auf Hassitz und Stolz. Nach seinem Tod erbte den Oberhof seine Tochter Charlotte, die mit dem Landgrafen Joseph zu Fürstenberg verheiratet war.

### Freirichtergut
Erster bekannter Besitzer des Freirichterguts war 1378 ein Nikolaus. 1485 gehörte es einem Jakob und 1480 dem Paul Ullersdorf, von dem es dessen Sohn Hieronymus erbte. 1540 gehörte es dem Glatzer Landeshauptmann Heinrich von Tschischwitz (Zischwitz). Dessen Sohn Sigmund verkaufte es 1546 der Stadt Glatz, von der es 1690 Wolf Heinrich von Schenkendorf erwarb. Er vereinte das Freirichtergut mit dem Mittelhof, der bereits in seinem Besitz war.

## Sehenswürdigkeiten

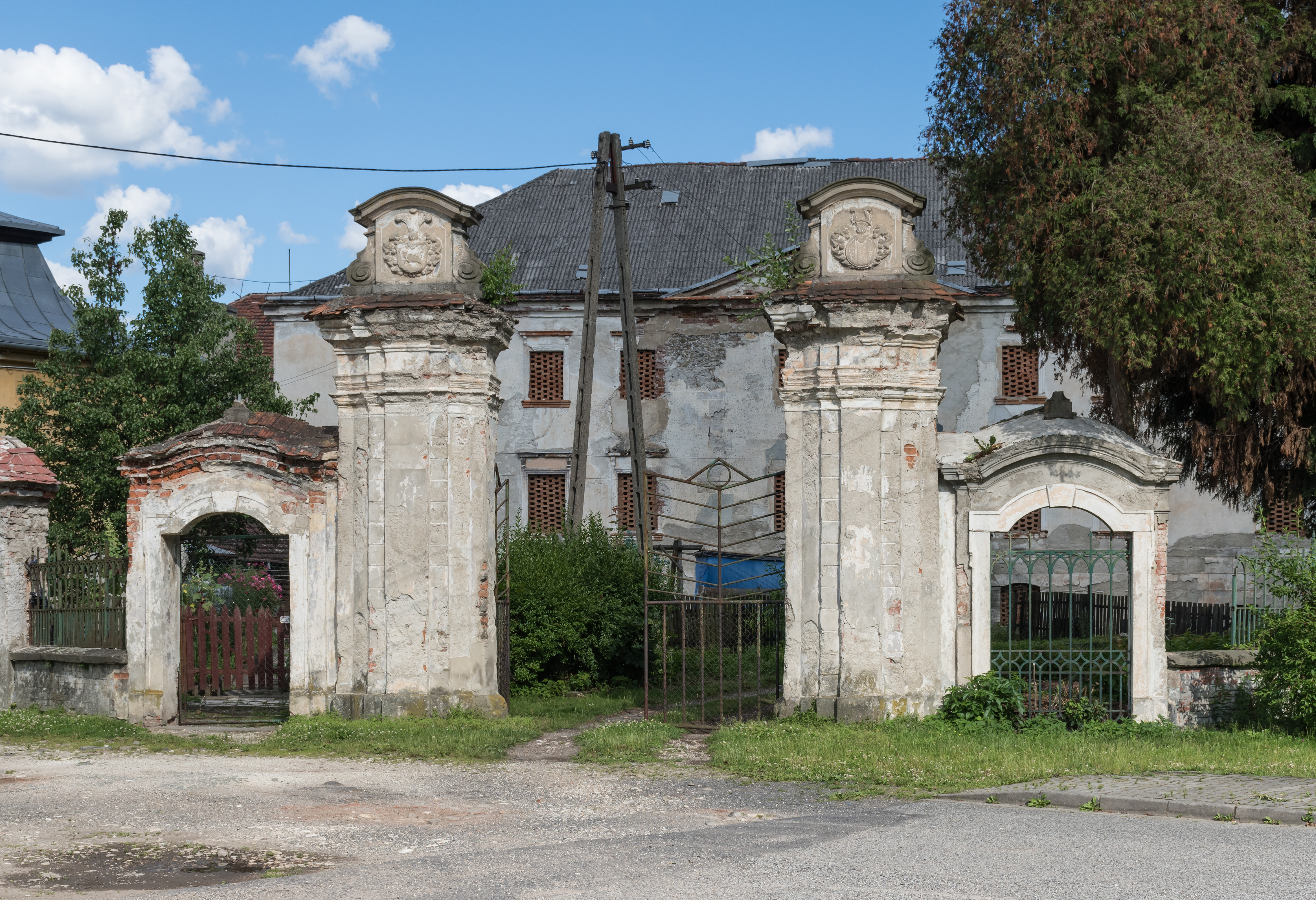
Eingangstor zum Schloss

- Die für 1384 nachgewiesene katholische Pfarrkirche war zunächst der „hl. Katharina“ geweiht. 1768 wurde vom Prager Konsistorium der hl. Johannes der Täufer zum alleinigen Patron der Kirche bestimmt.  1870 wurde sie neu errichtet.
- Das Mausoleum der Reichsgrafen von Magnis neben der Kirche wurde 1889 im neuromanischen Stil errichtet. Es verfügt über eine reiche Marmordekoration. Am Portal befinden sich zwei Engelsfiguren.
- Das Schloss Ullersdorf war ursprünglich ein Renaissance-Wohnturm aus der Mitte des 16. Jahrhunderts. Im 18. Jahrhundert wurde der Wohnflügel angebaut; zugleich erfolgte ein Umbau im Barockstil. Anfang des 19. Jahrhunderts wurde es durch die Grafen von Magnis umfangreich renoviert und im Stil des Klassizismus verändert. 1943 wurde das Musikarchiv der Sing-Akademie zu Berlin auf Betreiben des Direktors der Institution Georg Schumann in Kisten verpackt und im Schloss Ullersdorf untergebracht. Dort wurde es nach Ende des Zweiten Weltkriegs entwendet und erst über 50 Jahre später in der Ukraine wiederentdeckt.[3] Nach 1945 wurde das Schloss dem Verfall preisgegeben und ist im Bestand bedroht.
- Jenseits der Biele liegt der Schlosspark, der nur teilweise erhalten ist. An seinem Eingang wurde aus Anlass des Besuches der Königin Luise und ihres Gemahls König Friedrich Wilhelm III. am 22. August 1800 von Anton Alexander von Magnis ein 15 t schwerer und 25 Meter hoher Obelisk gestiftet, der in Malapane gegossen und am 10. März 1802, dem Geburtstag der Königin, enthüllt wurde.[4]
- Die Luisenhalle befand sich im oberen Teil des Schlossparks. Sie wurde im griechischen Stil vermutlich 1818 errichtet. Das Gipsrelief zeigte sechs Mitglieder der gräflichen Familie, welche dem König Friedrich Wilhelm III. ihre Schätze zur Verteidigung des Vaterlandes darbringen.
- Im Unterdorf liegt in einem Park ein kleineres Schloss, das 1930 von der Kongregation der Franziskanerinnen aus Münster als Provinzialmutterhaus und Erholungsheim erworben wurde. Nunmehr dient es als Mutterhaus der polnischen Ordensprovinz.

## Persönlichkeiten
- Joseph Kögler (1765–1817), Geschichtsforscher, wirkte 1807–1817 als Pfarrer von Ullersdorf
- Aloys Bach (1770–1845), Konvikt-Regens des Königlich Katholischen Gymnasiums in Glatz; verfasste die Urkundliche Kirchengeschichte der Grafschaft Glaz [sic]
- Hermann Dietrich Lindheim (1790–1860), Industrieller und Erbauer der Flachsgarnspinnerei, der Maschinenwerkstatt und Gelbgießerei in Ullersdorf.
- Johannes Gründel (1929–2015), Professor der Moraltheologie an der Universität München